# Xixuthrus granulipennis
Xixuthrus granulipennis är en skalbaggsart som beskrevs av Komiya 2000. Xixuthrus granulipennis ingår i släktet Xixuthrus och familjen långhorningar.
Artens utbredningsområde är Västpapua. Inga underarter finns listade i Catalogue of Life.